# Achille Colignon
Pour les articles homonymes, voir Colignon.
Achille Hippolyte Colignon, né à Lixhe (Visé) le 22 août 1813 et décédé à Schaerbeek le 29 juin 1891, a été bourgmestre de Schaerbeek de 1879 à 1891.
La commune de Schaerbeek a donné son nom à une place.